# Музей утюга (Великий Новгород)
Музе́й утюга́ — частный музей в Великом Новгороде, посвящëнный утюгам и иным предметам, применявшимся в разное время для глаженья.

## Описание

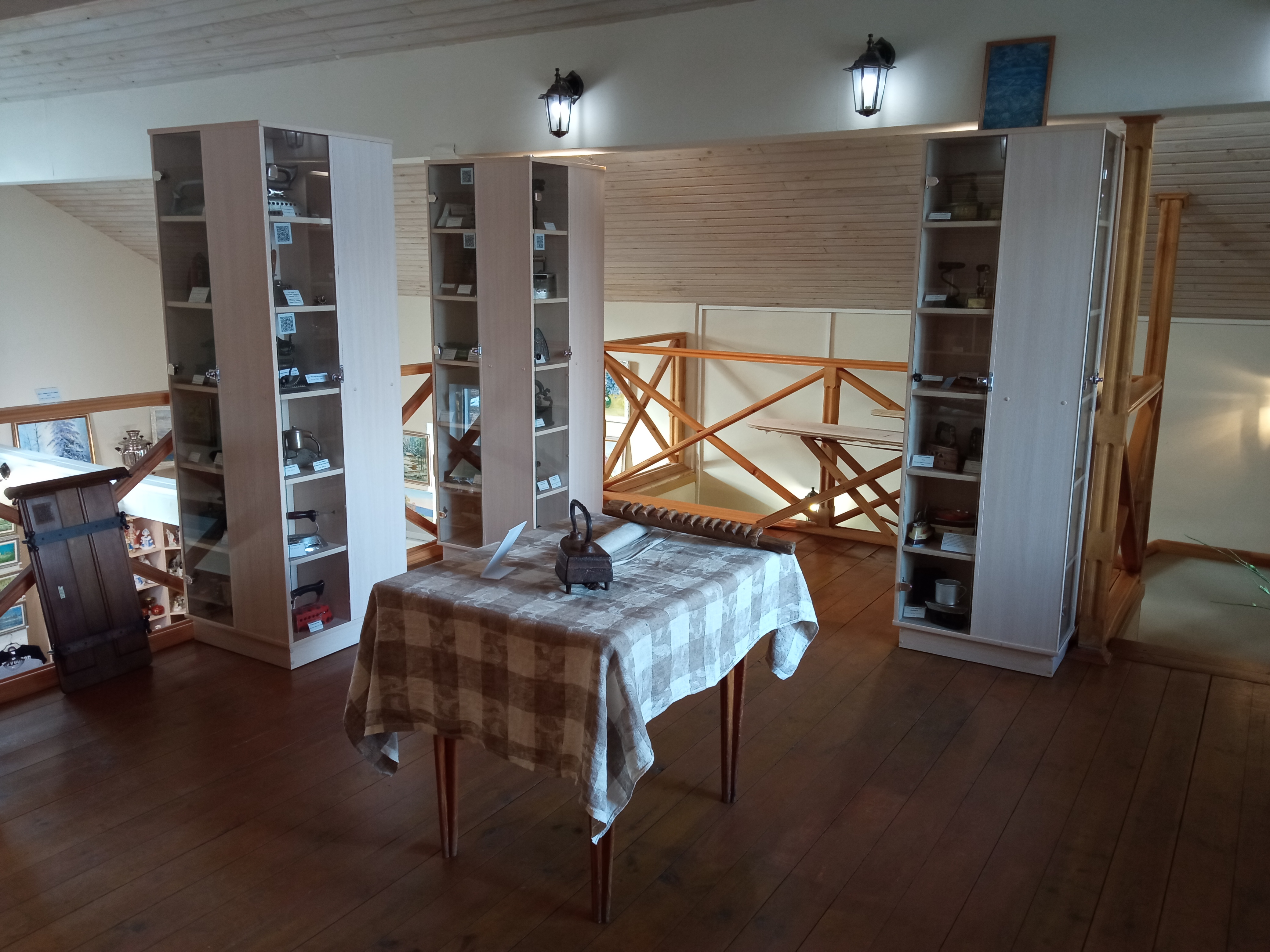
Витрины с утюгами

Музей располагается на Юрьевском шоссе в здании сувенирной лавки, находящейся у музея народного деревянного зодчества «Витославлицы».
В коллекции музея представлены около 300 экспонатов (в источниках приводятся числа 250, 300 и 350) XVIII—XX вв. производства России, стран Западной и Восточной Европы, США, Таиланда, стран Скандинавии.
Утюги имеют массу от 10 граммов до 10 килограммов. Представлены разные конструкции: цельнолитые, угольные, со сменными ручками, со сменными вкладышами, газовые, спиртовые, электрические, специальные, сувенирные.
Самый старый утюг в коллекции был произведён в Таиланде в XVIII веке.
Музей утюга является первым частным музеем Новгородской области и входит в сообщество частных музеев Новгородской области и ассоциацию частных и народных музеев России.

## История

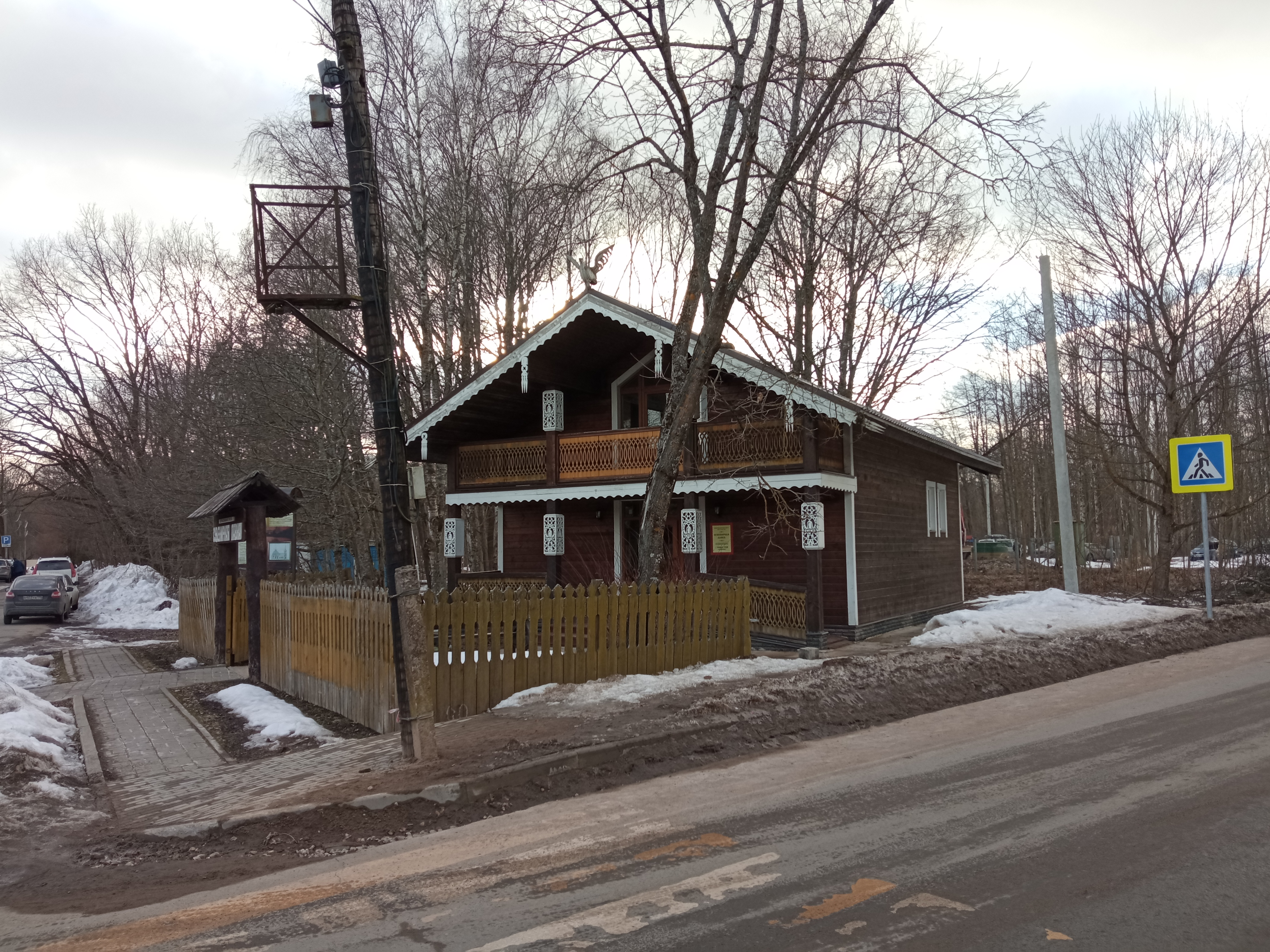
Здание сувенирной лавки и музея утюга

Около 2012 — 2013 года предприниматель Юрий Кваша решил открыть в Великом Новгороде музей утюгов. Собирать у себя дома их он начал с 2000-х годов, до этого коллекционировал другие старинные вещи. Юрий покупал утюги на барахолках, в антикварных магазинах, на блошиных рынках. Коллекция была размещена в отдельно стоящем здании вместе с магазином сувениров напротив музея народного деревянного зодчества «Витославлицы».
По мере роста популярности музея коллекция стала пополняться утюгами, подаренными посетителями и другими владельцами раритетных моделей (например, в коллекции есть редкий спиртовой утюг, подаренный дирижёром Владимиром Рыловым).
В 2019 году экспонаты музея в течение двух дней были представлены на выставке «Самородки России», которая проходила в музейно-просветительском центре «Сокольники» в Москве. Посетили её 140 тысяч человек.
В апреле 2020 года основатель музея Юрий Кваша наряду с другими владельцами частных музеев подписал обращение к председателю Правительства России Михаилу Мишустину с просьбой оказать поддержку музеям всех форм собственности как организациям, существенно пострадавших из-за пандемии COVID-19

## Галерея

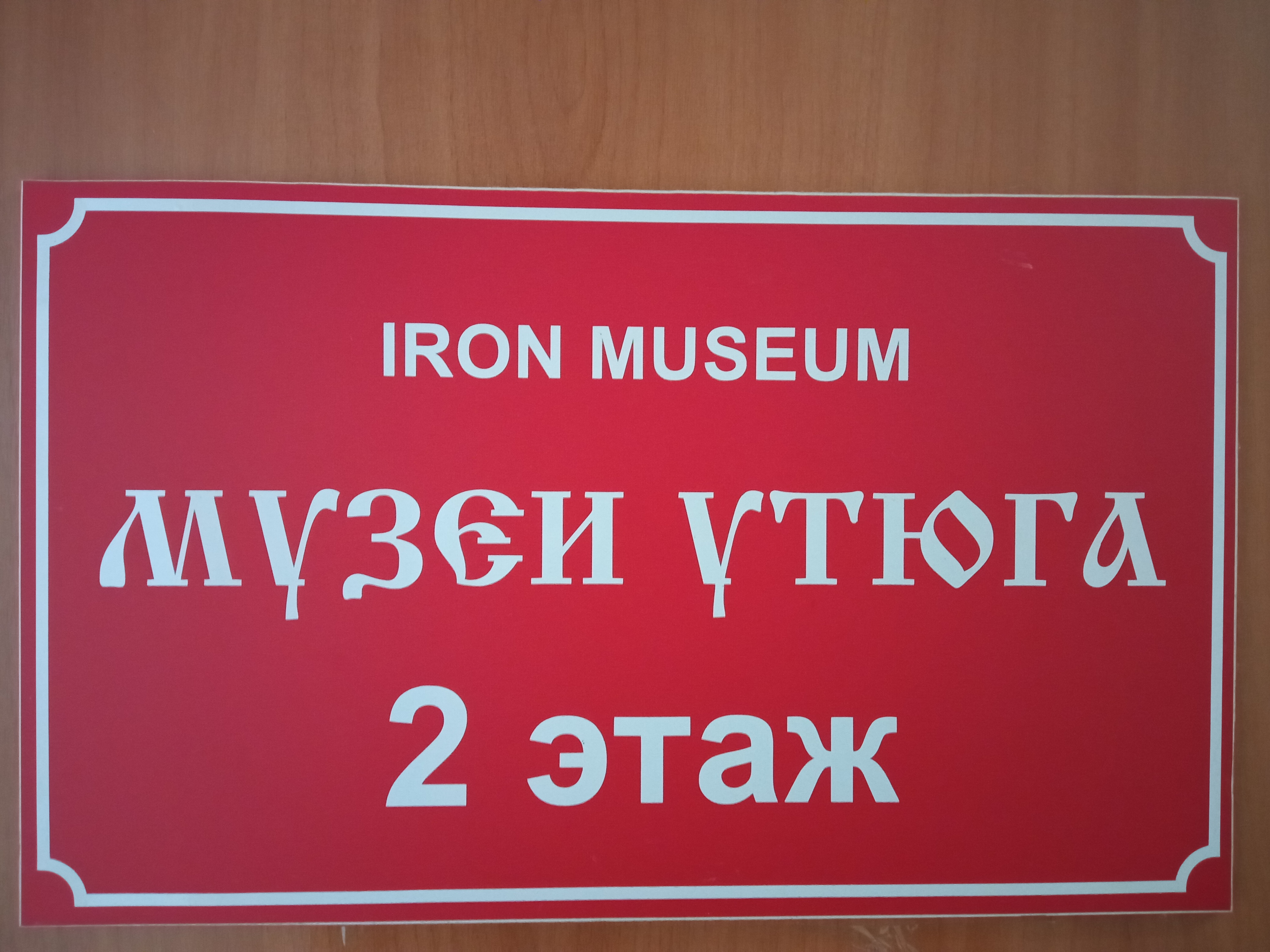
Табличка на входе в музей
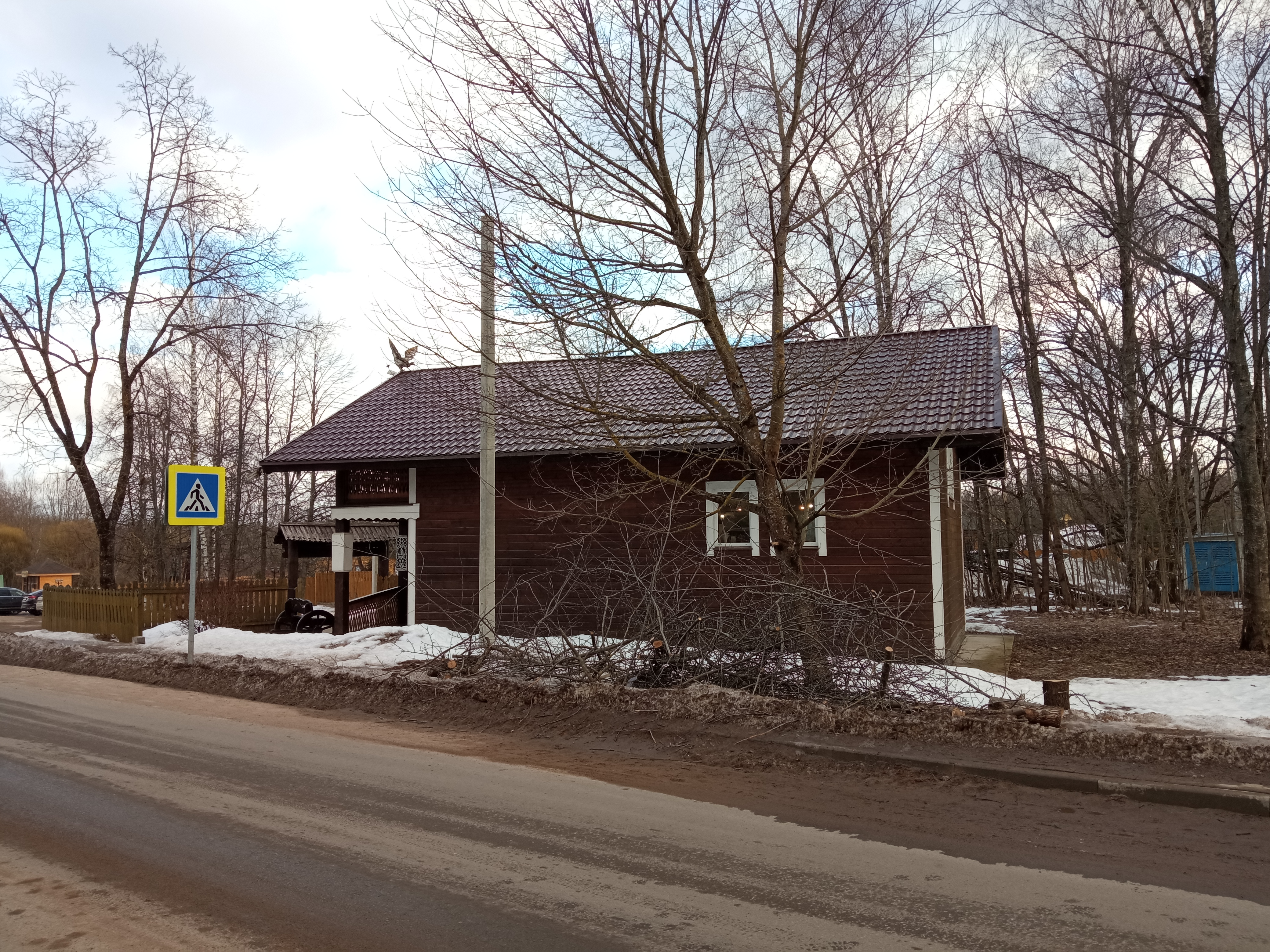
Вид на здание музея с Юрьевского шоссе
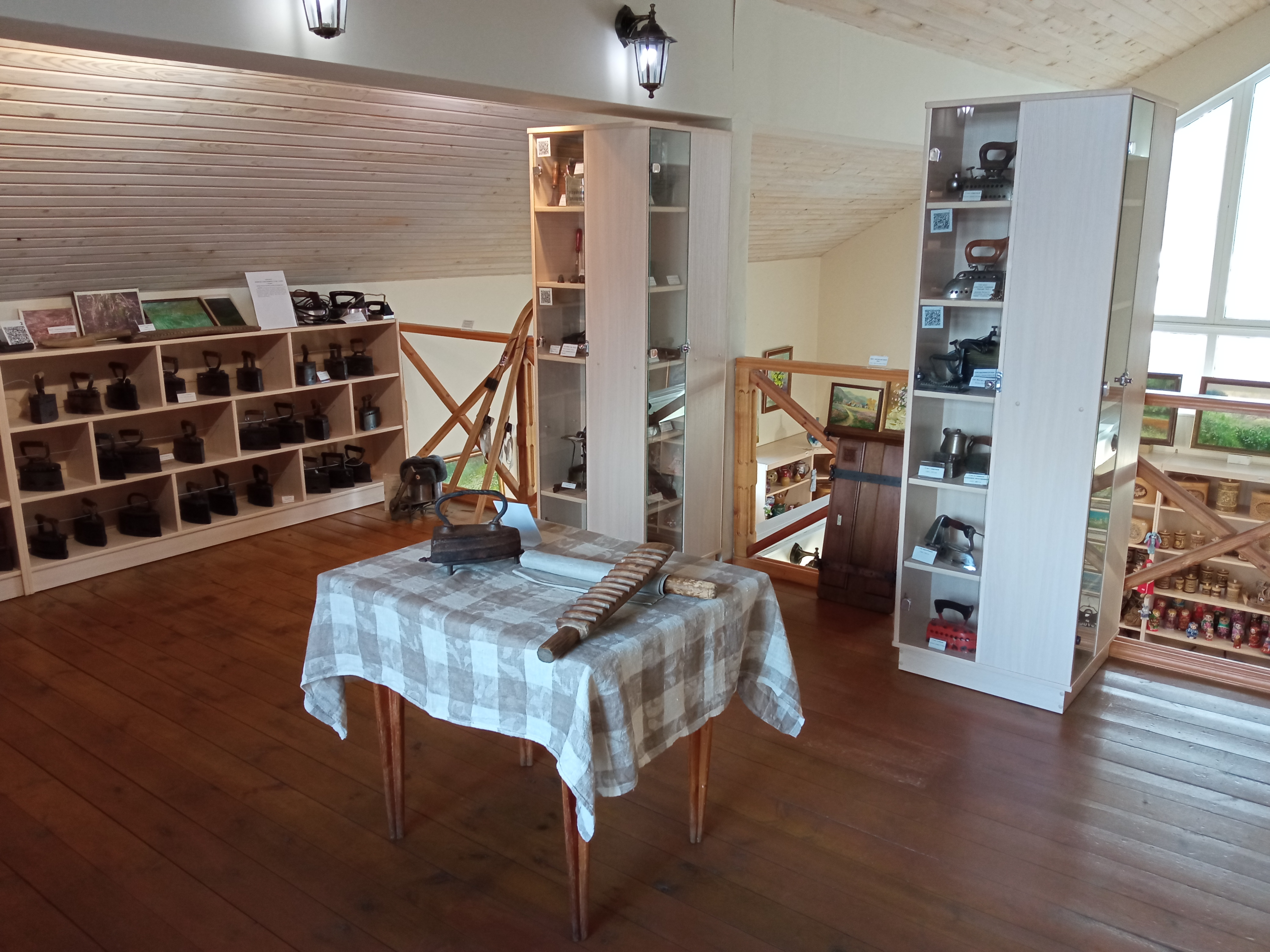
Музейные экспонаты
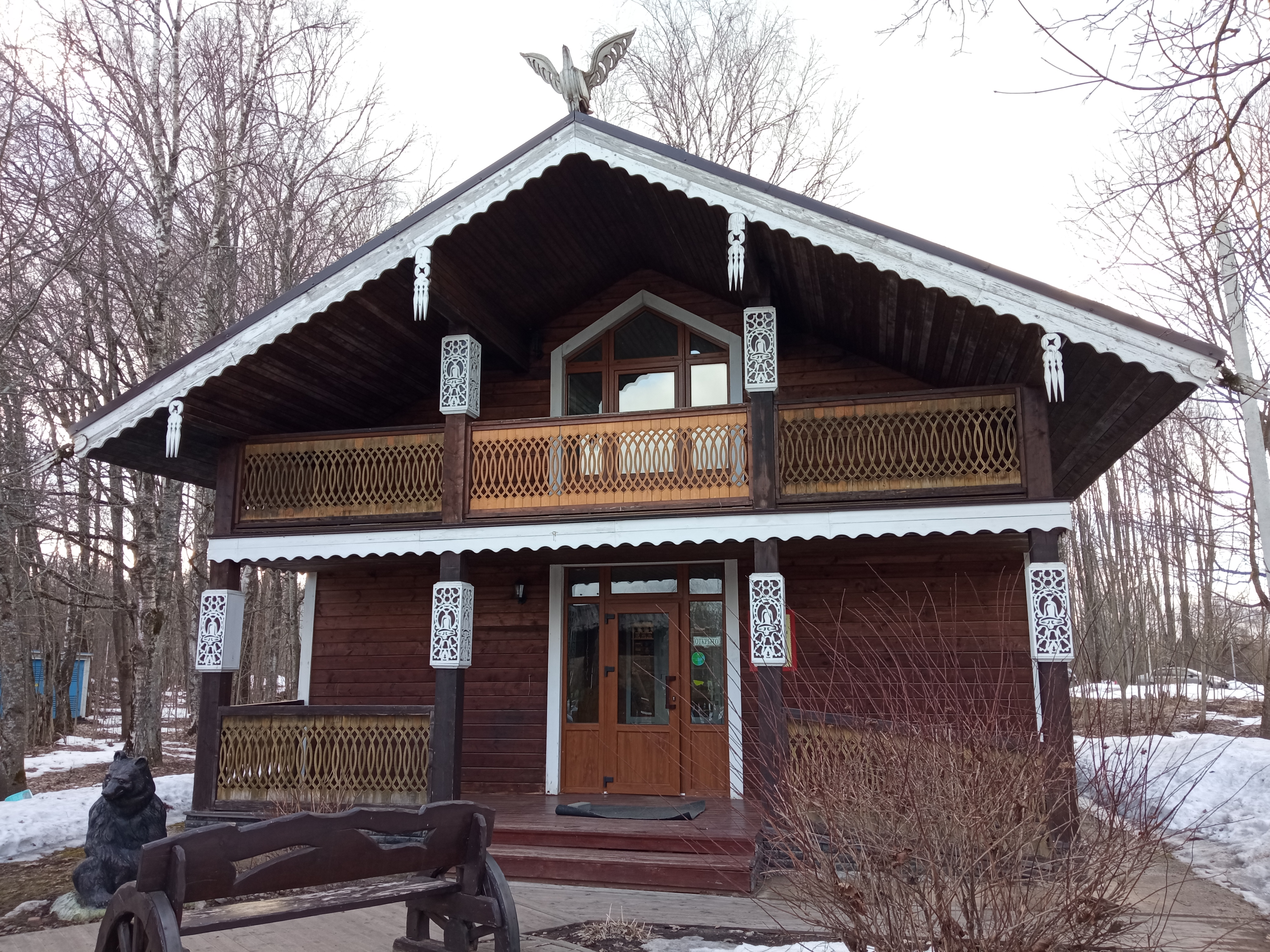
Фасад здания музея
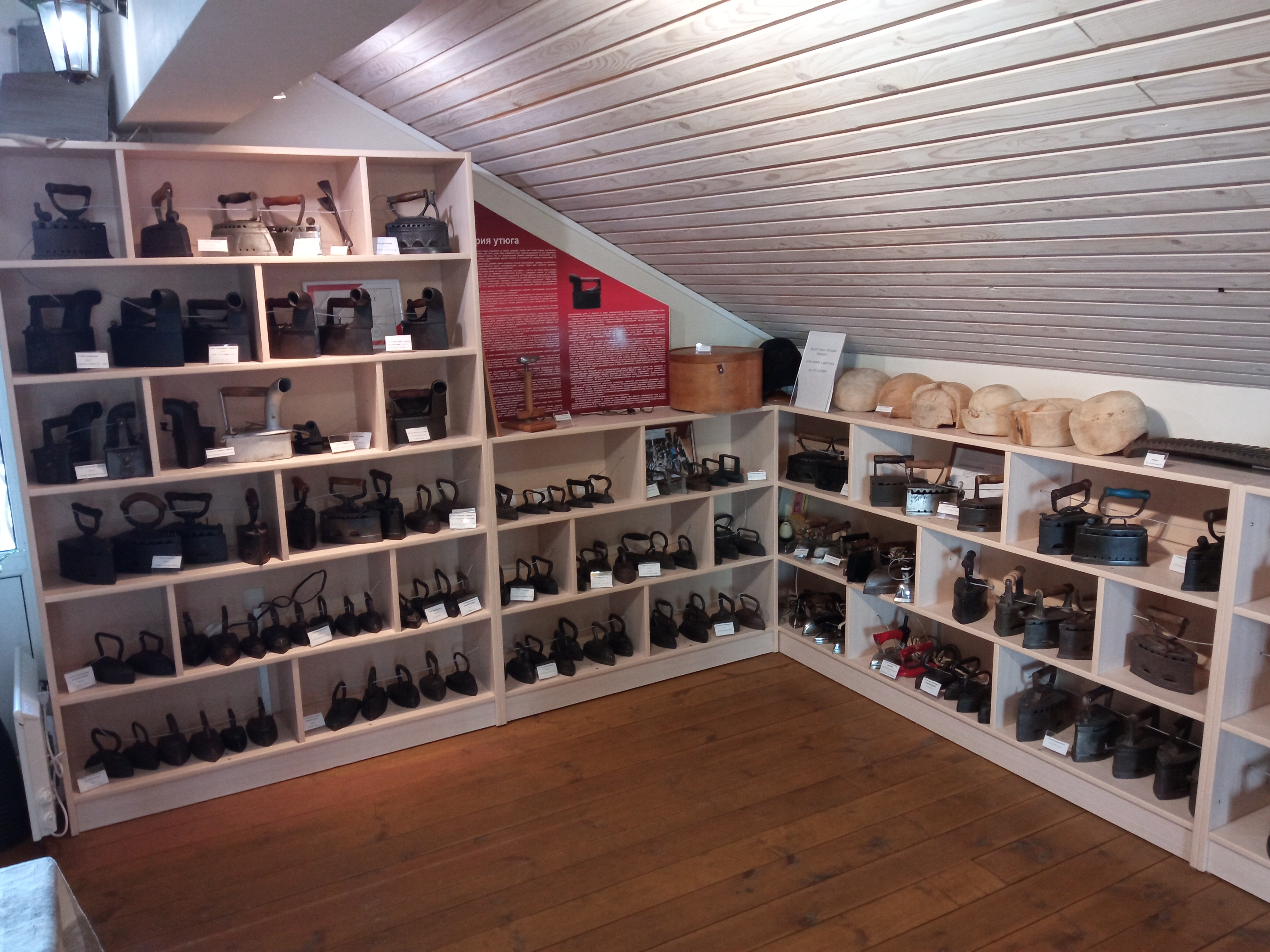
Музейные экспонаты на открытых полках